# Jenkinsia parvula
Jenkinsia parvula é uma espécie de peixe da família Clupeidae.
É endémica de Venezuela.